# John B. Nelson
Dr. Prof.John B. Nelson (1951 -) es un botánico estadounidense, que se desempeña científicamente en la Universidad de Carolina del Sur, con énfasis en taxonomía vegetal y fitogeografía.
- La abreviatura «J.B.Nelson» se emplea para indicar a John B. Nelson como autoridad en la descripción y clasificación científica de los vegetales.[1]

- «John B. Nelson». Índice Internacional de Nombres de las Plantas (IPNI). Real Jardín Botánico de Kew, Herbario de la Universidad de Harvard y Herbario nacional Australiano (eds.).

- Datos: Q5792927
- Especies: John B. Nelson

1. ↑  Todos los géneros y especies descritos por este autor en IPNI.